# Giải bóng chuyền vô địch quốc gia Việt Nam 2022
Giải vô địch bóng chuyền quốc gia Việt Nam 2022 là mùa giải thứ 19 của Giải bóng chuyền vô địch quốc gia Việt Nam.  Điều đặc biệt là Giải bóng chuyền vô địch quốc gia Việt Nam 2022 chỉ tổ chức một đợt trong năm với 80 trận đấu (50 trận vòng bảng và 30 trận knock-out) để xếp hạng các đội từ 1 đến 11 và có 2 đội nam, 2 đội nữ xuống hạng. Địa điểm thi đấu Giải bóng chuyền VĐQG 2022 diễn ra tại Ninh Bình và Vĩnh Phúc. Kết thúc mùa giải đã tìm ra các đội vô địch là đội Nam Tràng An Ninh Bình và Nữ Gleximco Thái Bình.

## Danh sách các đội tham dự
Giải bóng chuyền VĐQG 2022 có 22 đội tham dự (gồm 20 đội thi đấu ở giải VĐQG 2021 và 02 đội vô địch hạng A 2021), cụ thể theo thứ hạng mùa giải 2021 như sau:
11 đội nam: Tràng An Ninh Bình, Thể Công, Sanest Khánh Hòa, Hà Tĩnh, Biên Phòng, Hà Nội, TP. Hồ Chí Minh, VLXD Bình Dương, Bến Tre, Lavie Long An và tân binh XSKT Vĩnh Long
11 đội nữ: Bộ Tư lệnh Thông tin, HCĐG Hà Nội, Than Quảng Ninh, Ninh Bình Doveco, Geleximco Thái Bình, Đắk Lắk, Hà Phú Thanh Hóa, Kinh Bắc Bắc Ninh, Ngân hàng Công Thương, VTV Bình Điền Long An và tân binh Bamboo Airways Vĩnh Phúc.
Kết quả bốc thăm các đội vào bảng A (Ninh Bình) và bảng B (Vĩnh Phúc) ngày 1/6/2022 như sau:
- Bảng A tại Ninh Bình:
  - 6 đội Nam: Tràng An Ninh Bình, Hà Tĩnh, Hà Nội, VLXD Bình Dương, Bến Tre, XSKT Vĩnh Long.
  - 5 đội Nữ: HCĐG Hà Nội, Ninh Bình Doveco, Geleximco Thái Bình, Kinh Bắc Bắc Ninh, VTV Bình Điền Long An.
- Bảng B tại Vĩnh Phúc:
  - 5 đội Nam: Thể Công, Sanest Khánh Hòa, Biên Phòng, TP. Hồ Chí Minh, Lavie Long An.
  - 6 đội Nữ: Bộ Tư lệnh Thông tin, Than Quảng Ninh, Đắk Lắk, Hà Phú Thanh Hóa, Ngân hàng Công Thương, Bamboo Airways Vĩnh Phúc.

## Thay đổi nhân sự trước mùa giải
- Nguyễn Văn Quốc Duy rời Thể Công để chuyển sang khoác áo Tràng An Ninh Bình.[4]
- Libero Nguyễn Thị Kim Liên chia tay CLB VTV Bình Điền Long An trước mùa bóng 2022 và ký hợp đồng với CLB Than Quảng Ninh.[5]
- Đinh Thị Trà Giang chia tay Thanh Hóa để thi đấu cho Geleximco Thái Bình trong mùa bóng 2022.[6][7]
- CLB Ninh Bình Doveco của HLV Thái Thanh Tùng đã có cuộc thay máu trong mùa giải 2022 để hướng tới ngôi vị cao nhất tại giải VĐQG. Những cái tên đầu quân cho đội bóng này gồm có Lê Thanh Thúy, Đinh Thị Thúy, Nguyễn Thị Trinh, Bùi Vũ Thanh Tuyền, Lưu Thị Huệ, Nguyễn Thu Hà, Nguyễn Huyền Trang,... Đây được đánh giá là một trong những đội hình mạnh nhất của giải đấu mùa tới.[8][9][10][11]
- Phạm Quốc Dư chia tay Lavie Long An để thi đấu cho Sanest Khánh Hòa.[12]
- Chủ công Lê Quang Đoàn rời Sanest Khánh Hòa để khoác áo Thể Công ở mùa giải 2022.[13]
- Thị trường chuyển nhượng ngoại binh trở lại sau thời gian dài bị cấm.[14]

## Danh sách ngoại binh thi đấu
Mỗi CLB được phép đăng ký 2 ngoại binh trong danh sách, tuy nhiên chỉ 1 ngoại binh được thi đấu trên sân trong mỗi thời điểm của trận đấu.

### Danh sách Nam
| Câu lạc bộ         | Cầu thủ 1                | Cầu thủ 2       |
| ------------------ | ------------------------ | --------------- |
| Tràng An Ninh Bình |                          |                 |
| Thể Công           | Iván José Fernández Añez |                 |
| Sanest Khánh Hòa   | Philip James Freere      |                 |
| Hà Tĩnh            | Napadet Bhinijdee        |                 |
| Biên Phòng         | Hernanda Zulfi           |                 |
| Hà Nội             |                          |                 |
| TP. Hồ Chí Minh    | Wanchai Tabwises         |                 |
| VLXD Bình Dương    |                          |                 |
| Bến Tre            |                          |                 |
| Lavie Long An      | Voeurn Veasna            | Huang Shin-chan |
| XSKT Vĩnh Long     | Assanaphan Chantajorn    |                 |

### Danh sách Nữ
| Câu lạc bộ               | Cầu thủ 1                  | Cầu thủ 2            |
| ------------------------ | -------------------------- | -------------------- |
| Bộ Tư lệnh Thông tin     |                            |                      |
| HCĐG Hà Nội              | Laetitia Moma Bassoko      |                      |
| Than Quảng Ninh          | María José Pérez           |                      |
| Ninh Bình Doveco         |                            |                      |
| Geleximco Thái Bình      | Polina Rahimova            |                      |
| Đắk Lắk                  |                            |                      |
| Hà Phú Thanh Hóa         | Megawati Hangestri Pertiwi | Suthina Pasang       |
| Kinh Bắc Bắc Ninh        | Patcharaporn Sittisad      | Chompunuch Chitsabai |
| Ngân hàng Công Thương    | Kanjana Kuthaisong         |                      |
| VTV Bình Điền Long An    |                            |                      |
| Bamboo Airways Vĩnh Phúc | Katerina Zhidkova          |                      |

## Phương án, kế hoạch tổ chức
Do năm 2021 không có đội xuống hạng nên mùa giải 2022 diễn ra với 11 đội nam và 11 đội nữ và sẽ có 2 đội xếp thứ 10 và 11 xuống hạng. Ngoài việc thay đổi cơ cấu số lượng đội bóng, trong năm 2022 do có sự xuất hiện của rất nhiều giải đấu như SEA Games 31, ASIAD hay Đại hội Thể dục Thể thao, vì vậy giải bóng chuyền VĐQG 2022 cũng buộc phải sắp xếp lại thời gian và phương thức thi đấu.
Giải bóng chuyền VĐQG 2022 chỉ tổ chức 1 vòng bảng từ ngày 03-09/7/2022 và vòng vòng chung kết, xếp hạng từ 13-17/7/2022 tại Ninh Bình và Vĩnh Phúc. Theo dự kiến, bảng A được thi đấu tại Ninh Bình và bảng B được thi đấu tại Vĩnh Phúc. Với thể thức thi đấu vòng trong 1 lượt tính điểm và xếp hạng, các đội xếp từ 1-4 mỗi bảng đấu sẽ vào thi đấu tứ kết. 3 đội cuối mỗi bảng còn lại sẽ thi đấu vòng chung kết ngược tìm ra 1 đội trụ hạng và 2 đội xuống hạng.
Sau SEA Games, các VĐV thuộc đội tuyển sẽ trở lại CLB để chuẩn bị cho Vòng 1. Sau khi thi đấu Vòng 1 các đội sẽ tập trung chuẩn bị cho Đại hội TDTT toàn quốc năm 2022 tại Quảng Ninh và ASIAD 2022 tại Hàng Châu, Trung Quốc.
Chiều 21/1/2022 tại Hà Nội đã diễn ra cuộc họp Ban chấp hành Liên đoàn bóng chuyền Việt Nam nhằm thống nhất các kế hoạch 2 đội tuyển nam/nữ chuẩn bị cho SEA Games 31, cũng như các vấn đề xung quanh mùa giải mới VĐQG và giải hạng A. Ban chấp hành mới đã thống nhất việc sử dụng ngoại binh là cấp thiết và các đội bóng sẽ được sử dụng lực lượng này ngay trong năm 2022, ở cả giải VĐQG và giải hạng A. Phương án được thống nhất là sử dụng 1 cầu thủ ngoại trên sân ở mọi thời điểm.
Ngày 28/1/2022, Điều lệ giải bóng chuyền VĐQG Bamboo Airways năm 2022 đã được ban hành. Sáng nay 1/6/2022 đã diễn ra lễ ký kết bản hợp đồng tài trợ 3 năm của Hóa chất Đức Giang và Bốc thăm chia bảng giải bóng chuyền Vô địch Quốc gia. Ngày 11/6/2022 có lịch thi đấu chính thức.

## Điều lệ giải đấu năm 2022
- Bốc thăm thi đấu: căn cứ vào xếp hạng năm 2021, các đội bốc thăm theo cặp 1-2, 3-4, 5-6, 7-8, 9-10, riêng đội vô địch hạng A 2021 bốc thăm ngẫu nhiên vào 1 trong 2 bảng.
- Các đội chia 2 bảng đấu vòng tròn, Bảng A và chung kết xếp hạng Nam diễn ra tại Ninh Bình, Bảng B và chung kết xếp hạng nữ diễn ra tại Vĩnh Phúc.
- Các đội xếp hạng 5, 6 ở vòng bảng thi đấu vòng tròn để tìm ra 2 đội xuống hạng và 1 đội trụ hạng.
- Các đội xếp hạng từ 1-4 ở 2 bảng sẽ vào các vòng đấu loại trực tiếp: đấu tứ kết chéo theo thứ tự: 1A-4B, 1B-4A, 2A-3B, 2B-3A tìm ra bốn đội thắng vào bán kết, chung kết và 4 đội thua vào đấu xếp hạng 5-8.

Xếp hạng
Đội có nhiều trận thắng nhất xếp trên. Nếu hai hay nhiều đội có tổng số trận thắng bằng nhau thì Đội nào có tổng số điểm nhiều hơn thì xếp trên. Trong trường hợp hai hay nhiều đội có tổng số điểm bằng nhau thì đội nào có tỷ số "tổng hiệp thắng/tổng hiệp thua" lớn hơn đội đó xếp trên. Nếu tỷ số "tổng hiệp thắng/tổng hiệp thua" vẫn bằng nhau thì đội nào có "tổng quả thắng/tổng quả thua" lớn hơn sẽ xếp trên. Nếu tỷ số "tổng quả thắng/tổng quả thua" vẫn bằng nhau thì đội nào thắng trong trận đấu giữa 02 đội ở vòng II xếp trên.

## Lịch thi đấu và kết quả Nam
|  | Đội lọt vào tứ kết |
|  | Đội tranh trụ hạng |

### Vòng bảng Nam
Bảng A có 6 đội, bảng B có 5 đội, 4 đội dẫn đầu mỗi bảng sẽ lọt vào tứ kết.

#### Bảng A Nam (tại Ninh Bình)
|      |                    | Trận đấu | Trận đấu | Điểm | Set | Set | Set   | Điểm | Điểm | Điểm  |
| Hạng | Đội                | T        | B        | Điểm | T   | B   | Tỉ lệ | T    | B    | Tỉ lệ |
| ---- | ------------------ | -------- | -------- | ---- | --- | --- | ----- | ---- | ---- | ----- |
| 1    | Tràng An Ninh Bình | 5        | 0        | 13   | 15  | 5   | 3.000 | 458  | 397  | 1.154 |
| 2    | VLXD Bình Dương    | 3        | 2        | 10   | 11  | 7   | 1.571 | 406  | 380  | 1.068 |
| 3    | Hà Nội             | 3        | 2        | 9    | 12  | 8   | 1.500 | 432  | 427  | 1.012 |
| 4    | Hà Tĩnh            | 3        | 2        | 8    | 10  | 9   | 1.111 | 429  | 378  | 1.135 |
| 5    | XSKT Vĩnh Long     | 1        | 4        | 5    | 8   | 12  | 0.667 | 434  | 443  | 0.980 |
| 6    | Bến Tre            | 0        | 5        | 0    | 0   | 15  | 0.000 | 241  | 375  | 0.643 |

| Ngày      | Thời gian |                    | Điểm |                    | Set 1 | Set 2 | Set 3 | Set 4 | Set 5 | Tổng    | Nguồn     |
| --------- | --------- | ------------------ | ---- | ------------------ | ----- | ----- | ----- | ----- | ----- | ------- | --------- |
| 3 tháng 7 | 14:00     | VLXD Bình Dương    | 0–3  | Hà Nội             | 18–25 | 19–25 | 23–25 |       |       | 60–75   | Trực tiếp |
| 3 tháng 7 | 19:30     | Bến Tre            | 0–3  | Tràng An Ninh Bình | 17–25 | 21–25 | 14–25 |       |       | 52–75   | Trực tiếp |
| 4 tháng 7 | 16:00     | XSKT Vĩnh Long     | 2–3  | Hà Tĩnh            | 18–25 | 25–21 | 20–25 | 25–21 | 9–15  | 97–107  | Trực tiếp |
| 4 tháng 7 | 20:00     | VLXD Bình Dương    | 2–3  | Tràng An Ninh Bình | 25–23 | 14–25 | 25–20 | 20–25 | 14–16 | 98–109  | Trực tiếp |
| 5 tháng 7 | 16:00     | Hà Nội             | 1–3  | Hà Tĩnh            | 18–25 | 15–25 | 25–23 | 19–25 |       | 77–98   | Trực tiếp |
| 5 tháng 7 | 20:00     | Bến Tre            | 0–3  | XSKT Vĩnh Long     | 20–25 | 22–25 | 13–25 |       |       | 55–75   | Trực tiếp |
| 6 tháng 7 | 14:00     | VLXD Bình Dương    | 3–0  | Hà Tĩnh            | 25–18 | 25–22 | 25–23 |       |       | 75–63   | Trực tiếp |
| 6 tháng 7 | 18:00     | Tràng An Ninh Bình | 3–0  | XSKT Vĩnh Long     | 25–20 | 25–22 | 25–22 |       |       | 75–64   | Trực tiếp |
| 6 tháng 7 | 20:00     | Hà Nội             | 3–0  | Bến Tre            | 25–17 | 25–20 | 25–17 |       |       | 75–54   | Trực tiếp |
| 7 tháng 7 | 14:00     | VLXD Bình Dương    | 3–1  | XSKT Vĩnh Long     | 22–25 | 26–24 | 25–21 | 25–22 |       | 98–92   | Trực tiếp |
| 7 tháng 7 | 20:00     | Hà Tĩnh            | 3–0  | Bến Tre            | 25–16 | 25–9  | 25–14 |       |       | 75–39   | Trực tiếp |
| 8 tháng 7 | 14:00     | Tràng An Ninh Bình | 3–2  | Hà Nội             | 21–25 | 25–22 | 25–19 | 23–25 | 15–6  | 109–97  | Trực tiếp |
| 8 tháng 7 | 20:00     | VLXD Bình Dương    | 3–0  | Bến Tre            | 25–16 | 25–9  | 25–16 |       |       | 75–41   | Trực tiếp |
| 9 tháng 7 | 14:00     | XSKT Vĩnh Long     | 2–3  | Hà Nội             | 25–20 | 25–23 | 22–25 | 21–25 | 13–15 | 106–108 | Trực tiếp |
| 9 tháng 7 | 20:00     | Hà Tĩnh            | 1–3  | Tràng An Ninh Bình | 18–25 | 21–25 | 25–15 | 22–25 |       | 86–90   | Trực tiếp |

#### Bảng B Nam (tại Vĩnh Phúc)
|      |                  | Trận đấu | Trận đấu | Điểm | Set | Set | Set   | Điểm | Điểm | Điểm  |
| Hạng | Đội              | T        | B        | Điểm | T   | B   | Tỉ lệ | T    | B    | Tỉ lệ |
| ---- | ---------------- | -------- | -------- | ---- | --- | --- | ----- | ---- | ---- | ----- |
| 1    | Sanest Khánh Hòa | 4        | 0        | 9    | 12  | 6   | 2.000 | 400  | 360  | 1.111 |
| 2    | TP. Hồ Chí Minh  | 2        | 2        | 8    | 10  | 7   | 1.429 | 384  | 357  | 1.076 |
| 3    | Thể Công         | 2        | 2        | 6    | 9   | 8   | 1.125 | 366  | 370  | 0.989 |
| 4    | Biên Phòng       | 1        | 3        | 5    | 7   | 9   | 0.778 | 334  | 357  | 0.936 |
| 5    | Lavie Long An    | 1        | 3        | 2    | 3   | 11  | 0.273 | 298  | 338  | 0.882 |

| Ngày      | Thời gian |                  | Điểm |                  | Set 1 | Set 2 | Set 3 | Set 4 | Set 5 | Tổng    | Nguồn     |
| --------- | --------- | ---------------- | ---- | ---------------- | ----- | ----- | ----- | ----- | ----- | ------- | --------- |
| 3 tháng 7 | 16:00     | TP. Hồ Chí Minh  | 2–3  | Sanest Khánh Hòa | 25–23 | 25–23 | 23–25 | 21–25 | 8–15  | 102–111 | Trực tiếp |
| 4 tháng 7 | 17:00     | Thể Công         | 3–0  | Lavie Long An    | 25–23 | 25–21 | 25–20 |       |       | 75–64   | Trực tiếp |
| 5 tháng 7 | 17:00     | Biên Phòng       | 3–0  | Lavie Long An    | 25–19 | 29–27 | 25–22 |       |       | 79–68   | Trực tiếp |
| 6 tháng 7 | 15:00     | TP. Hồ Chí Minh  | 3–1  | Thể Công         | 23–25 | 25–16 | 25–15 | 25–21 |       | 98–77   | Trực tiếp |
| 7 tháng 7 | 15:00     | Sanest Khánh Hòa | 3–2  | Thể Công         | 28–26 | 23–25 | 25–21 | 18–25 | 15–8  | 109–105 | Trực tiếp |
| 7 tháng 7 | 17:00     | Biên Phòng       | 0–3  | TP. Hồ Chí Minh  | 20–25 | 17–25 | 21–25 |       |       | 58–75   | Trực tiếp |
| 8 tháng 7 | 15:00     | Lavie Long An    | 3–2  | TP. Hồ Chí Minh  | 25–22 | 23–25 | 20–25 | 28–26 | 15–11 | 111–109 | Trực tiếp |
| 8 tháng 7 | 17:00     | Sanest Khánh Hòa | 3–2  | Biên Phòng       | 25–21 | 20–25 | 25–21 | 20–25 | 15–6  | 105–98  | Trực tiếp |
| 9 tháng 7 | 15:00     | Thể Công         | 3–2  | Biên Phòng       | 25–12 | 25–27 | 25–23 | 19–25 | 15–12 | 109–99  | Trực tiếp |
| 9 tháng 7 | 17:00     | Lavie Long An    | 0–3  | Sanest Khánh Hòa | 16–25 | 16–25 | 23–25 |       |       | 55–75   | Trực tiếp |

### Tranh hạng 9-11 Nam (tại Ninh Bình)
Gồm đội xếp cuối ở bảng 5 đội và 2 đội xếp cuối ở bảng 6 đội đấu vòng tròn để tìm ra đội đứng đầu sẽ trụ hạng, hai đội còn lại xuống hạng.
|  | Đội trụ hạng   |
|  | Đội xuống hạng |

|      |                | Trận đấu | Trận đấu | Điểm | Set | Set | Set   | Điểm | Điểm | Điểm  |
| Hạng | Đội            | T        | B        | Điểm | T   | B   | Tỉ lệ | T    | B    | Tỉ lệ |
| ---- | -------------- | -------- | -------- | ---- | --- | --- | ----- | ---- | ---- | ----- |
| 9    | Lavie Long An  | 2        | 0        | 6    | 6   | 0   | MAX   | 152  | 128  | 1.188 |
| 10   | XSKT Vĩnh Long | 1        | 1        | 3    | 3   | 3   | 1.000 | 144  | 131  | 1.099 |
| 11   | Bến Tre        | 0        | 2        | 0    | 0   | 6   | 0.000 | 113  | 150  | 0.753 |

| Ngày       | Thời gian |               | Điểm |                | Set 1 | Set 2 | Set 3 | Set 4 | Set 5 | Tổng  | Nguồn     |
| ---------- | --------- | ------------- | ---- | -------------- | ----- | ----- | ----- | ----- | ----- | ----- | --------- |
| 13 tháng 7 | 16:00     | Lavie Long An | 3–0  | Bến Tre        | 25–23 | 25–15 | 25–21 |       |       | 75–59 | Trực tiếp |
| 14 tháng 7 | 16:00     | Bến Tre       | 0–3  | XSKT Vĩnh Long | 20–25 | 19–25 | 15–25 |       |       | 54–75 | Trực tiếp |
| 15 tháng 7 | 16:00     | Lavie Long An | 3–0  | XSKT Vĩnh Long | 25–22 | 25–22 | 27–25 |       |       | 77–69 | Trực tiếp |

### Top 8 Nam (tại Ninh Bình)
|  | Tứ kết             | Tứ kết           |                    |   | Bán kết           | Bán kết           |  |  | Chung kết | Chung kết |
|  |                    |                  |                    |   |                   |                   |  |  |           |           |
|  | 13 tháng 7         |                  |                    |   |                   |                   |  |  |           |           |
|  |                    |                  |                    |   |                   |                   |  |  |           |           |
|  | Tràng An Ninh Bình | 3                |                    |   |                   |                   |  |  |           |           |
|  | Tràng An Ninh Bình | 3                | 16 tháng 7         |   |                   |                   |  |  |           |           |
|  | Biên Phòng         | 2                |                    |   |                   |                   |  |  |           |           |
|  | Biên Phòng         | 2                | Tràng An Ninh Bình | 3 |                   |                   |  |  |           |           |
|  | 14 tháng 7         |                  | Tràng An Ninh Bình | 3 |                   |                   |  |  |           |           |
|  |                    | Hà Nội           | 0                  |   |                   |                   |  |  |           |           |
|  | TP. Hồ Chí Minh    | Hà Nội           | 0                  | 2 |                   |                   |  |  |           |           |
|  | TP. Hồ Chí Minh    |                  | 17 tháng 7         | 2 |                   |                   |  |  |           |           |
|  | Hà Nội             | 3                |                    |   |                   |                   |  |  |           |           |
|  | Hà Nội             | 3                | Tràng An Ninh Bình | 3 |                   |                   |  |  |           |           |
|  | 13 tháng 7         |                  | Tràng An Ninh Bình | 3 |                   |                   |  |  |           |           |
|  |                    | Sanest Khánh Hòa | 1                  |   |                   |                   |  |  |           |           |
|  | Sanest Khánh Hòa   | Sanest Khánh Hòa | 1                  | 3 |                   |                   |  |  |           |           |
|  | Sanest Khánh Hòa   | 16 tháng 7       |                    | 3 |                   |                   |  |  |           |           |
|  | Hà Tĩnh            | 0                |                    |   |                   |                   |  |  |           |           |
|  | Hà Tĩnh            | 0                | Sanest Khánh Hòa   | 3 |                   |                   |  |  |           |           |
|  | 14 tháng 7         |                  | Sanest Khánh Hòa   | 3 |                   |                   |  |  |           |           |
|  |                    | VLXD Bình Dương  | 1                  |   | Trận tranh hạng 3 | Trận tranh hạng 3 |  |  |           |           |
|  | VLXD Bình Dương    | VLXD Bình Dương  | 1                  | 3 | Trận tranh hạng 3 | Trận tranh hạng 3 |  |  |           |           |
|  | VLXD Bình Dương    |                  | 17 tháng 7         | 3 |                   |                   |  |  |           |           |
|  | Thể Công           | 2                |                    |   |                   |                   |  |  |           |           |
|  | Thể Công           | 2                | Hà Nội             | 3 |                   |                   |  |  |           |           |
|  |                    |                  |                    |   |                   |                   |  |  |           |           |
|  | VLXD Bình Dương    | 1                |                    |   |                   |                   |  |  |           |           |
|  | VLXD Bình Dương    | 1                |                    |   |                   |                   |  |  |           |           |

|  | Phân hạng 5-8   | Phân hạng 5-8 |                   |   | Trận tranh hạng 5 | Trận tranh hạng 5 |
|  |                 |               |                   |   |                   |                   |
|  | 15 tháng 7      |               |                   |   |                   |                   |
|  |                 |               |                   |   |                   |                   |
|  | Biên Phòng      | 3             |                   |   |                   |                   |
|  | Biên Phòng      | 3             | 16 tháng 7        |   |                   |                   |
|  | TP. Hồ Chí Minh | 1             |                   |   |                   |                   |
|  | TP. Hồ Chí Minh | 1             | Biên Phòng        | 3 |                   |                   |
|  | 15 tháng 7      |               | Biên Phòng        | 3 |                   |                   |
|  |                 | Hà Tĩnh       | 1                 |   |                   |                   |
|  | Hà Tĩnh         | Hà Tĩnh       | 1                 | 3 |                   |                   |
|  | Hà Tĩnh         |               |                   | 3 |                   |                   |
|  | Thể Công        | 2             |                   |   |                   |                   |
|  | Thể Công        | 2             | Trận tranh hạng 7 |   |                   |                   |
|  |                 |               |                   |   |                   |                   |
|  | 16 tháng 7      |               |                   |   |                   |                   |
|  |                 |               |                   |   |                   |                   |
|  | TP. Hồ Chí Minh | 3             |                   |   |                   |                   |
|  | TP. Hồ Chí Minh | 3             |                   |   |                   |                   |
|  | Thể Công        | 0             |                   |   |                   |                   |

#### Tứ kết Nam
| Ngày       | Thời gian |                    | Điểm |            | Set 1 | Set 2 | Set 3 | Set 4 | Set 5 | Tổng    | Nguồn     |
| ---------- | --------- | ------------------ | ---- | ---------- | ----- | ----- | ----- | ----- | ----- | ------- | --------- |
| 13 tháng 7 | 18:00     | Tràng An Ninh Bình | 3–2  | Biên Phòng | 24–26 | 21–25 | 25–18 | 25–22 | 15–13 | 110–104 | Trực tiếp |
| 13 tháng 7 | 20:00     | Sanest Khánh Hòa   | 3–0  | Hà Tĩnh    | 25–23 | 25–19 | 25–22 |       |       | 75–64   | Trực tiếp |
| 14 tháng 7 | 18:00     | VLXD Bình Dương    | 3–2  | Thể Công   | 25–21 | 25–23 | 21–25 | 19–25 | 15–7  | 105–101 | Trực tiếp |
| 14 tháng 7 | 20:00     | TP. Hồ Chí Minh    | 2–3  | Hà Nội     | 25–18 | 25–18 | 25–27 | 22–25 | 10–15 | 107–103 | Trực tiếp |

#### Phân hạng 5-8 Nam
| Ngày       | Thời gian |            | Điểm |                 | Set 1 | Set 2 | Set 3 | Set 4 | Set 5 | Tổng    | Nguồn     |
| ---------- | --------- | ---------- | ---- | --------------- | ----- | ----- | ----- | ----- | ----- | ------- | --------- |
| 15 tháng 7 | 18:00     | Biên Phòng | 3–1  | TP. Hồ Chí Minh | 25–22 | 23–25 | 25–23 | 25–23 |       | 98–93   | Trực tiếp |
| 15 tháng 7 | 20:00     | Hà Tĩnh    | 3–2  | Thể Công        | 22–25 | 25–14 | 23–25 | 25–23 | 23–21 | 118–108 | Trực tiếp |

#### Bán kết Nam
| Ngày       | Thời gian |                    | Điểm |                 | Set 1 | Set 2 | Set 3 | Set 4 | Set 5 | Tổng   | Nguồn     |
| ---------- | --------- | ------------------ | ---- | --------------- | ----- | ----- | ----- | ----- | ----- | ------ | --------- |
| 16 tháng 7 | 14:00     | Tràng An Ninh Bình | 3–0  | Hà Nội          | 25–18 | 25–17 | 25–18 |       |       | 75–53  | Trực tiếp |
| 16 tháng 7 | 16:00     | Sanest Khánh Hòa   | 3–1  | VLXD Bình Dương | 25–19 | 22–25 | 29–27 | 25–20 |       | 101–91 | Trực tiếp |

#### Trận tranh hạng 7 Nam
| Ngày       | Thời gian |                 | Điểm |          | Set 1 | Set 2 | Set 3 | Set 4 | Set 5 | Tổng  | Nguồn     |
| ---------- | --------- | --------------- | ---- | -------- | ----- | ----- | ----- | ----- | ----- | ----- | --------- |
| 16 tháng 7 | 18:00     | TP. Hồ Chí Minh | 3–0  | Thể Công | 25–20 | 25–19 | 25–18 |       |       | 75–57 | Trực tiếp |

#### Trận tranh hạng 5 Nam
| Ngày       | Thời gian |            | Điểm |         | Set 1 | Set 2 | Set 3 | Set 4 | Set 5 | Tổng  | Nguồn     |
| ---------- | --------- | ---------- | ---- | ------- | ----- | ----- | ----- | ----- | ----- | ----- | --------- |
| 16 tháng 7 | 20:00     | Biên Phòng | 3–1  | Hà Tĩnh | 25–16 | 19–25 | 25–13 | 25–15 |       | 94–69 | Trực tiếp |

#### Trận tranh hạng 3 Nam
| Ngày       | Thời gian |        | Điểm |                 | Set 1 | Set 2 | Set 3 | Set 4 | Set 5 | Tổng  | Nguồn     |
| ---------- | --------- | ------ | ---- | --------------- | ----- | ----- | ----- | ----- | ----- | ----- | --------- |
| 17 tháng 7 | 18:00     | Hà Nội | 3–1  | VLXD Bình Dương | 25–23 | 25–22 | 23–25 | 25–17 |       | 98–87 | Trực tiếp |

#### Chung kết Nam
| Ngày       | Thời gian |                    | Điểm |                  | Set 1 | Set 2 | Set 3 | Set 4 | Set 5 | Tổng  | Nguồn     |
| ---------- | --------- | ------------------ | ---- | ---------------- | ----- | ----- | ----- | ----- | ----- | ----- | --------- |
| 17 tháng 7 | 20:00     | Tràng An Ninh Bình | 3–1  | Sanest Khánh Hòa | 25–17 | 25–18 | 21–25 | 25–17 |       | 96–77 | Trực tiếp |

## Lịch thi đấu và kết quả Nữ
|  | Đội lọt vào tứ kết |
|  | Đội tranh trụ hạng |

### Vòng bảng Nữ
Bảng A có 5 đội, bảng B có 6 đội, 4 đội dẫn đầu mỗi bảng dành quyền vào tứ kết.

#### Bảng A Nữ (tại Ninh Bình)
|      |                       | Trận đấu | Trận đấu | Điểm | Set | Set | Set   | Điểm | Điểm | Điểm  |
| Hạng | Đội                   | T        | B        | Điểm | T   | B   | Tỉ lệ | T    | B    | Tỉ lệ |
| ---- | --------------------- | -------- | -------- | ---- | --- | --- | ----- | ---- | ---- | ----- |
| 1    | HCĐG Hà Nội           | 3        | 1        | 10   | 11  | 4   | 2.750 | 337  | 307  | 1.098 |
| 2    | VTV Bình Điền Long An | 3        | 1        | 8    | 9   | 5   | 1.800 | 308  | 286  | 1.077 |
| 3    | Ninh Bình Doveco      | 2        | 2        | 6    | 8   | 8   | 1.000 | 343  | 314  | 1.092 |
| 4    | Geleximco Thái Bình   | 2        | 2        | 6    | 7   | 7   | 1.000 | 324  | 320  | 1.013 |
| 5    | Kinh Bắc Bắc Ninh     | 0        | 4        | 0    | 1   | 12  | 0.083 | 241  | 326  | 0.739 |

| Ngày      | Thời gian |                       | Điểm |                       | Set 1 | Set 2 | Set 3 | Set 4 | Set 5 | Tổng   | Nguồn     |
| --------- | --------- | --------------------- | ---- | --------------------- | ----- | ----- | ----- | ----- | ----- | ------ | --------- |
| 3 tháng 7 | 16:00     | VTV Bình Điền Long An | 3–0  | Geleximco Thái Bình   | 25–21 | 25–19 | 25–16 |       |       | 75–56  | Trực tiếp |
| 4 tháng 7 | 18:00     | Ninh Bình Doveco      | 3–0  | Kinh Bắc Bắc Ninh     | 25–16 | 25–19 | 25–15 |       |       | 75–50  | Trực tiếp |
| 5 tháng 7 | 18:00     | HCĐG Hà Nội           | 3–0  | Kinh Bắc Bắc Ninh     | 25–18 | 25–16 | 25–19 |       |       | 75–53  | Trực tiếp |
| 6 tháng 7 | 16:00     | VTV Bình Điền Long An | 3–2  | Ninh Bình Doveco      | 25–20 | 25–23 | 15–25 | 17–25 | 15–10 | 97–103 | Trực tiếp |
| 7 tháng 7 | 16:00     | Geleximco Thái Bình   | 3–0  | Ninh Bình Doveco      | 25–21 | 25–20 | 25–23 |       |       | 75–64  | Trực tiếp |
| 7 tháng 7 | 18:00     | HCĐG Hà Nội           | 3–0  | VTV Bình Điền Long An | 25–19 | 25–21 | 25–21 |       |       | 75–61  | Trực tiếp |
| 8 tháng 7 | 16:00     | Kinh Bắc Bắc Ninh     | 0–3  | VTV Bình Điền Long An | 16–25 | 18–25 | 18–25 |       |       | 52–75  | Trực tiếp |
| 8 tháng 7 | 18:00     | Geleximco Thái Bình   | 1–3  | HCĐG Hà Nội           | 24–26 | 25–17 | 18–25 | 25–27 |       | 92–95  | Trực tiếp |
| 9 tháng 7 | 16:00     | Ninh Bình Doveco      | 3–2  | HCĐG Hà Nội           | 25–15 | 13–25 | 25–16 | 23–25 | 15–11 | 101–92 | Trực tiếp |
| 9 tháng 7 | 18:00     | Kinh Bắc Bắc Ninh     | 1–3  | Geleximco Thái Bình   | 22–25 | 26–24 | 25–27 | 13–25 |       | 86–101 | Trực tiếp |

#### Bảng B Nữ (tại Vĩnh Phúc)
|      |                          | Trận đấu | Trận đấu | Điểm | Set | Set | Set   | Điểm | Điểm | Điểm  |
| Hạng | Đội                      | T        | B        | Điểm | T   | B   | Tỉ lệ | T    | B    | Tỉ lệ |
| ---- | ------------------------ | -------- | -------- | ---- | --- | --- | ----- | ---- | ---- | ----- |
| 1    | Bộ Tư lệnh Thông tin     | 5        | 0        | 15   | 15  | 0   | MAX   | 375  | 232  | 1.616 |
| 2    | Than Quảng Ninh          | 4        | 1        | 12   | 12  | 4   | 3.000 | 384  | 303  | 1.267 |
| 3    | Hà Phú Thanh Hóa         | 3        | 2        | 8    | 10  | 8   | 1.250 | 356  | 392  | 0.908 |
| 4    | Ngân hàng Công Thương    | 2        | 3        | 7    | 8   | 11  | 0.727 | 399  | 406  | 0.983 |
| 5    | Đắk Lắk                  | 1        | 4        | 3    | 4   | 13  | 0.308 | 317  | 403  | 0.787 |
| 6    | Bamboo Airways Vĩnh Phúc | 0        | 5        | 0    | 2   | 15  | 0.133 | 324  | 419  | 0.773 |

| Ngày      | Thời gian |                          | Điểm |                          | Set 1 | Set 2 | Set 3 | Set 4 | Set 5 | Tổng    | Nguồn     |
| --------- | --------- | ------------------------ | ---- | ------------------------ | ----- | ----- | ----- | ----- | ----- | ------- | --------- |
| 3 tháng 7 | 14:00     | Bộ Tư lệnh Thông tin     | 3–0  | Đắk Lắk                  | 25–7  | 25–21 | 25–19 |       |       | 75–47   | Trực tiếp |
| 3 tháng 7 | 19:30     | Hà Phú Thanh Hóa         | 3–0  | Bamboo Airways Vĩnh Phúc | 25–21 | 25–23 | 25–23 |       |       | 75–67   | Trực tiếp |
| 4 tháng 7 | 15:00     | Than Quảng Ninh          | 3–0  | Ngân hàng Công Thương    | 25–20 | 25–21 | 25–21 |       |       | 75–62   | Trực tiếp |
| 4 tháng 7 | 19:00     | Bộ Tư lệnh Thông tin     | 3–0  | Bamboo Airways Vĩnh Phúc | 25–6  | 25–15 | 25–19 |       |       | 75–40   | Trực tiếp |
| 5 tháng 7 | 15:00     | Đắk Lắk                  | 1–3  | Ngân hàng Công Thương    | 25–16 | 19–25 | 21–25 | 13–25 |       | 78–91   | Trực tiếp |
| 5 tháng 7 | 19:00     | Hà Phú Thanh Hóa         | 1–3  | Than Quảng Ninh          | 14–25 | 25–19 | 13–25 | 10–25 |       | 62–94   | Trực tiếp |
| 6 tháng 7 | 13:00     | Bộ Tư lệnh Thông tin     | 3–0  | Ngân hàng Công Thương    | 25–7  | 25–12 | 25–23 |       |       | 75–42   | Trực tiếp |
| 6 tháng 7 | 17:00     | Bamboo Airways Vĩnh Phúc | 0–3  | Than Quảng Ninh          | 21–25 | 15–25 | 22–25 |       |       | 58–75   | Trực tiếp |
| 6 tháng 7 | 19:00     | Đắk Lắk                  | 0–3  | Hà Phú Thanh Hóa         | 11–25 | 18–25 | 20–25 |       |       | 49–75   | Trực tiếp |
| 7 tháng 7 | 13:00     | Bộ Tư lệnh Thông tin     | 3–0  | Than Quảng Ninh          | 25–23 | 25–22 | 25–20 |       |       | 75–65   | Trực tiếp |
| 7 tháng 7 | 19:00     | Ngân hàng Công Thương    | 2–3  | Hà Phú Thanh Hóa         | 23–25 | 25–22 | 25–19 | 23–25 | 11–15 | 107–106 | Trực tiếp |
| 8 tháng 7 | 13:00     | Bamboo Airways Vĩnh Phúc | 1–3  | Đắk Lắk                  | 25–22 | 19–25 | 21–25 | 22–25 |       | 87–97   | Trực tiếp |
| 8 tháng 7 | 19:00     | Bộ Tư lệnh Thông tin     | 3–0  | Hà Phú Thanh Hóa         | 25–7  | 25–10 | 25–21 |       |       | 75–38   | Trực tiếp |
| 9 tháng 7 | 13:00     | Than Quảng Ninh          | 3–0  | Đắk Lắk                  | 25–16 | 25–15 | 25–15 |       |       | 75–46   | Trực tiếp |
| 9 tháng 7 | 19:00     | Ngân hàng Công Thương    | 3–1  | Bamboo Airways Vĩnh Phúc | 25–11 | 22–25 | 25–19 | 25–17 |       | 97–72   | Trực tiếp |

### Tranh hạng 9-11 Nữ (tại Vĩnh Phúc)
Gồm đội xếp cuối ở bảng 5 đội và 2 đội xếp cuối ở bảng 6 đội đấu vòng tròn để tìm ra đội đứng đầu sẽ trụ hạng, hai đội còn lại xuống hạng.
|  | Đội trụ hạng   |
|  | Đội xuống hạng |

|      |                          | Trận đấu | Trận đấu | Điểm | Set | Set | Set   | Điểm | Điểm | Điểm  |
| Hạng | Đội                      | T        | B        | Điểm | T   | B   | Tỉ lệ | T    | B    | Tỉ lệ |
| ---- | ------------------------ | -------- | -------- | ---- | --- | --- | ----- | ---- | ---- | ----- |
| 9    | Kinh Bắc Bắc Ninh        | 2        | 0        | 6    | 6   | 1   | 6.000 | 174  | 150  | 1.160 |
| 10   | Đắk Lắk                  | 1        | 1        | 2    | 3   | 5   | 0.600 | 166  | 183  | 0.907 |
| 11   | Bamboo Airways Vĩnh Phúc | 0        | 2        | 1    | 3   | 6   | 0.500 | 198  | 205  | 0.966 |

| Ngày       | Thời gian |                          | Điểm |                          | Set 1 | Set 2 | Set 3 | Set 4 | Set 5 | Tổng    | Nguồn     |
| ---------- | --------- | ------------------------ | ---- | ------------------------ | ----- | ----- | ----- | ----- | ----- | ------- | --------- |
| 13 tháng 7 | 15:00     | Kinh Bắc Bắc Ninh        | 3–1  | Bamboo Airways Vĩnh Phúc | 25–22 | 25–21 | 23–25 | 25–23 |       | 98–91   | Trực tiếp |
| 14 tháng 7 | 15:00     | Bamboo Airways Vĩnh Phúc | 2–3  | Đắk Lắk                  | 25–18 | 26–24 | 23–25 | 21–25 | 12–15 | 107–107 | Trực tiếp |
| 15 tháng 7 | 15:00     | Kinh Bắc Bắc Ninh        | 3–0  | Đắk Lắk                  | 25–15 | 26–24 | 25–20 |       |       | 76–59   | Trực tiếp |

### Top 8 Nữ (tại Vĩnh Phúc)
|  | Tứ kết                | Tứ kết                |                     |   | Bán kết           | Bán kết           |  |  | Chung kết | Chung kết |
|  |                       |                       |                     |   |                   |                   |  |  |           |           |
|  | 13 tháng 7            |                       |                     |   |                   |                   |  |  |           |           |
|  |                       |                       |                     |   |                   |                   |  |  |           |           |
|  | HCĐG Hà Nội           | 3                     |                     |   |                   |                   |  |  |           |           |
|  | HCĐG Hà Nội           | 3                     | 16 tháng 7          |   |                   |                   |  |  |           |           |
|  | Ngân hàng Công Thương | 0                     |                     |   |                   |                   |  |  |           |           |
|  | Ngân hàng Công Thương | 0                     | HCĐG Hà Nội         | 3 |                   |                   |  |  |           |           |
|  | 14 tháng 7            |                       | HCĐG Hà Nội         | 3 |                   |                   |  |  |           |           |
|  |                       | Ninh Bình Doveco      | 1                   |   |                   |                   |  |  |           |           |
|  | Than Quảng Ninh       | Ninh Bình Doveco      | 1                   | 0 |                   |                   |  |  |           |           |
|  | Than Quảng Ninh       |                       | 17 tháng 7          | 0 |                   |                   |  |  |           |           |
|  | Ninh Bình Doveco      | 3                     |                     |   |                   |                   |  |  |           |           |
|  | Ninh Bình Doveco      | 3                     | HCĐG Hà Nội         | 0 |                   |                   |  |  |           |           |
|  | 13 tháng 7            |                       | HCĐG Hà Nội         | 0 |                   |                   |  |  |           |           |
|  |                       | Geleximco Thái Bình   | 3                   |   |                   |                   |  |  |           |           |
|  | Bộ Tư lệnh Thông tin  | Geleximco Thái Bình   | 3                   | 2 |                   |                   |  |  |           |           |
|  | Bộ Tư lệnh Thông tin  | 16 tháng 7            |                     | 2 |                   |                   |  |  |           |           |
|  | Geleximco Thái Bình   | 3                     |                     |   |                   |                   |  |  |           |           |
|  | Geleximco Thái Bình   | 3                     | Geleximco Thái Bình | 3 |                   |                   |  |  |           |           |
|  | 14 tháng 7            |                       | Geleximco Thái Bình | 3 |                   |                   |  |  |           |           |
|  |                       | VTV Bình Điền Long An | 0                   |   | Trận tranh hạng 3 | Trận tranh hạng 3 |  |  |           |           |
|  | VTV Bình Điền Long An | VTV Bình Điền Long An | 0                   | 3 | Trận tranh hạng 3 | Trận tranh hạng 3 |  |  |           |           |
|  | VTV Bình Điền Long An |                       | 17 tháng 7          | 3 |                   |                   |  |  |           |           |
|  | Hà Phú Thanh Hóa      | 0                     |                     |   |                   |                   |  |  |           |           |
|  | Hà Phú Thanh Hóa      | 0                     | Ninh Bình Doveco    | 0 |                   |                   |  |  |           |           |
|  |                       |                       |                     |   |                   |                   |  |  |           |           |
|  | VTV Bình Điền Long An | 3                     |                     |   |                   |                   |  |  |           |           |
|  | VTV Bình Điền Long An | 3                     |                     |   |                   |                   |  |  |           |           |

|  | Phân hạng 5-8         | Phân hạng 5-8        |                   |   | Trận tranh hạng 5 | Trận tranh hạng 5 |
|  |                       |                      |                   |   |                   |                   |
|  | 15 tháng 7            |                      |                   |   |                   |                   |
|  |                       |                      |                   |   |                   |                   |
|  | Ngân hàng Công Thương | 0                    |                   |   |                   |                   |
|  | Ngân hàng Công Thương | 0                    | 17 tháng 7        |   |                   |                   |
|  | Than Quảng Ninh       | 3                    |                   |   |                   |                   |
|  | Than Quảng Ninh       | 3                    | Than Quảng Ninh   | 1 |                   |                   |
|  | 15 tháng 7            |                      | Than Quảng Ninh   | 1 |                   |                   |
|  |                       | Bộ Tư lệnh Thông tin | 3                 |   |                   |                   |
|  | Bộ Tư lệnh Thông tin  | Bộ Tư lệnh Thông tin | 3                 | 3 |                   |                   |
|  | Bộ Tư lệnh Thông tin  |                      |                   | 3 |                   |                   |
|  | Hà Phú Thanh Hóa      | 0                    |                   |   |                   |                   |
|  | Hà Phú Thanh Hóa      | 0                    | Trận tranh hạng 7 |   |                   |                   |
|  |                       |                      |                   |   |                   |                   |
|  | 16 tháng 7            |                      |                   |   |                   |                   |
|  |                       |                      |                   |   |                   |                   |
|  | Ngân hàng Công Thương | 3                    |                   |   |                   |                   |
|  | Ngân hàng Công Thương | 3                    |                   |   |                   |                   |
|  | Hà Phú Thanh Hóa      | 1                    |                   |   |                   |                   |

#### Tứ kết Nữ
| Ngày       | Thời gian |                       | Điểm |                       | Set 1 | Set 2 | Set 3 | Set 4 | Set 5 | Tổng   | Nguồn     |
| ---------- | --------- | --------------------- | ---- | --------------------- | ----- | ----- | ----- | ----- | ----- | ------ | --------- |
| 13 tháng 7 | 17:00     | HCĐG Hà Nội           | 3–0  | Ngân hàng Công Thương | 25–19 | 25–17 | 25–17 |       |       | 75–53  | Trực tiếp |
| 13 tháng 7 | 19:00     | Bộ Tư lệnh Thông tin  | 2–3  | Geleximco Thái Bình   | 17–25 | 25–23 | 25–22 | 19–25 | 10–15 | 96–110 | Trực tiếp |
| 14 tháng 7 | 17:00     | VTV Bình Điền Long An | 3–0  | Hà Phú Thanh Hóa      | 25–16 | 25–18 | 25–12 |       |       | 75–46  | Trực tiếp |
| 14 tháng 7 | 19:00     | Than Quảng Ninh       | 0–3  | Ninh Bình Doveco      | 21–25 | 17–25 | 20–25 |       |       | 58–75  | Trực tiếp |

#### Phân hạng 5-8 Nữ
| Ngày       | Thời gian |                       | Điểm |                  | Set 1 | Set 2 | Set 3 | Set 4 | Set 5 | Tổng  | Nguồn     |
| ---------- | --------- | --------------------- | ---- | ---------------- | ----- | ----- | ----- | ----- | ----- | ----- | --------- |
| 15 tháng 7 | 17:00     | Ngân hàng Công Thương | 0–3  | Than Quảng Ninh  | 26–28 | 18–25 | 17–25 |       |       | 61–78 | Trực tiếp |
| 15 tháng 7 | 19:00     | Bộ Tư lệnh Thông tin  | 3–0  | Hà Phú Thanh Hóa | 25–13 | 25–15 | 25–14 |       |       | 75–42 | Trực tiếp |

#### Bán kết Nữ
| Ngày       | Thời gian |                     | Điểm |                       | Set 1 | Set 2 | Set 3 | Set 4 | Set 5 | Tổng  | Nguồn     |
| ---------- | --------- | ------------------- | ---- | --------------------- | ----- | ----- | ----- | ----- | ----- | ----- | --------- |
| 16 tháng 7 | 15:00     | HCĐG Hà Nội         | 3–1  | Ninh Bình Doveco      | 28–26 | 14–25 | 25–15 | 25–21 |       | 92–87 | Trực tiếp |
| 16 tháng 7 | 17:00     | Geleximco Thái Bình | 3–0  | VTV Bình Điền Long An | 27–25 | 25–20 | 25–22 |       |       | 77–67 | Trực tiếp |

#### Trận tranh hạng 7 Nữ
| Ngày       | Thời gian |                       | Điểm |                  | Set 1 | Set 2 | Set 3 | Set 4 | Set 5 | Tổng  | Nguồn     |
| ---------- | --------- | --------------------- | ---- | ---------------- | ----- | ----- | ----- | ----- | ----- | ----- | --------- |
| 16 tháng 7 | 19:00     | Ngân hàng Công Thương | 3–1  | Hà Phú Thanh Hóa | 22–25 | 25–16 | 25–18 | 25–20 |       | 97–79 | Trực tiếp |

#### Trận tranh hạng 5 Nữ
| Ngày       | Thời gian |                 | Điểm |                      | Set 1 | Set 2 | Set 3 | Set 4 | Set 5 | Tổng  | Nguồn     |
| ---------- | --------- | --------------- | ---- | -------------------- | ----- | ----- | ----- | ----- | ----- | ----- | --------- |
| 17 tháng 7 | 13:00     | Than Quảng Ninh | 1–3  | Bộ Tư lệnh Thông tin | 25–17 | 16–25 | 21–25 | 18–25 |       | 80–92 | Trực tiếp |

#### Trận tranh hạng 3 Nữ
| Ngày       | Thời gian |                  | Điểm |                       | Set 1 | Set 2 | Set 3 | Set 4 | Set 5 | Tổng  | Nguồn     |
| ---------- | --------- | ---------------- | ---- | --------------------- | ----- | ----- | ----- | ----- | ----- | ----- | --------- |
| 17 tháng 7 | 15:00     | Ninh Bình Doveco | 0–3  | VTV Bình Điền Long An | 20–25 | 20–25 | 23–25 |       |       | 63–75 | Trực tiếp |

#### Chung kết Nữ
| Ngày       | Thời gian |             | Điểm |                     | Set 1 | Set 2 | Set 3 | Set 4 | Set 5 | Tổng  | Nguồn     |
| ---------- | --------- | ----------- | ---- | ------------------- | ----- | ----- | ----- | ----- | ----- | ----- | --------- |
| 17 tháng 7 | 17:00     | HCĐG Hà Nội | 0–3  | Geleximco Thái Bình | 21–25 | 13–25 | 15–25 |       |       | 49–75 | Trực tiếp |

## Xếp hạng chung cuộc
| \| Thứ hạng \| Giải Nam \| Giải Nữ \| \| -------- \| ------------------ \| ------------------------ \| \| 1 \| Tràng An Ninh Bình \| Geleximco Thái Bình \| \| 2 \| Sanest Khánh Hòa \| HCĐG Hà Nội \| \| 3 \| Hà Nội \| VTV Bình Điền Long An \| \| 4 \| VLXD Bình Dương \| Ninh Bình Doveco \| \| 5 \| Biên Phòng \| Bộ Tư lệnh Thông tin \| \| 6 \| Hà Tĩnh \| Than Quảng Ninh \| \| 7 \| TP. Hồ Chí Minh \| Ngân hàng Công Thương \| \| 8 \| Thể Công \| Hà Phú Thanh Hóa \| \| 9 \| Lavie Long An \| Kinh Bắc Bắc Ninh \| \| 10 \| XSKT Vĩnh Long \| Đắk Lắk \| \| 11 \| Bến Tre \| Bamboo Airways Vĩnh Phúc \| |                    |                          |
| Thứ hạng | Giải Nam           | Giải Nữ                  |
| 1 | Tràng An Ninh Bình | Geleximco Thái Bình      |
| 2 | Sanest Khánh Hòa   | HCĐG Hà Nội              |
| 3 | Hà Nội             | VTV Bình Điền Long An    |
| 4 | VLXD Bình Dương    | Ninh Bình Doveco         |
| 5 | Biên Phòng         | Bộ Tư lệnh Thông tin     |
| 6 | Hà Tĩnh            | Than Quảng Ninh          |
| 7 | TP. Hồ Chí Minh    | Ngân hàng Công Thương    |
| 8 | Thể Công           | Hà Phú Thanh Hóa         |
| 9 | Lavie Long An      | Kinh Bắc Bắc Ninh        |
| 10 | XSKT Vĩnh Long     | Đắk Lắk                  |
| 11 | Bến Tre            | Bamboo Airways Vĩnh Phúc |

## Các giải thưởng
Tổng giải thưởng: do Liên đoàn bóng chuyền Việt Nam chi:
- Giải nhất: Cúp, cờ, huy chương vàng và 500.000.000đ cho 2 đội Nam Tràng An Ninh Bình và Nữ Gleximco Thái Bình.
- Giải nhì: Cờ, huy chương bạc và 300.000.000đ cho 2 đội Nam Sanest Khánh Hòa và Nữ HĐCG Hà Nội.
- Giải ba: Cờ, huy chương đồng và 200.000.000đ cho 2 đội Nam Hà Nội và Nữ VTV Bình Điền Long An.
- Giải KK: 100.000.000đ cho 2 đội Nam VLXD Bình Dương và Nữ Ninh Bình Doveco.
- VĐV tấn công xuất sắc: 10.000.000đ cho Nguyễn Văn Quốc Duy của Tràng An Ninh Bình và Polina Rahimova của Gleximco Thái Bình.[101]
- VĐV chuyền hai xuất sắc: 10.000.000đ cho Nguyễn Huỳnh Anh Phi của Tràng An Ninh Bình và Võ Thị Kim Thoa của VTV Bình Điền Long An.[102]
- VĐV phòng thủ xuất sắc: 10.000.000đ cho Huỳnh Trung Trực của Sanest Khánh Hòa và Lê Thị Thanh Liên của HĐCG Hà Nội.
- Cầu thủ đoạt giải Hoa khôi bóng chuyền Việt Nam là Nguyễn Thu Hoài của Ngân hàng Công Thương.

Ngoài ra, các đội tốp đầu có thể nhận được các giải thưởng khác của các nhà tài trợ trao tặng khi kết thúc giải.

## Một số điểm nhấn của mùa giải
- Giải bóng chuyền VĐQG 2022 là mùa giải đặc biệt của bóng chuyền Việt Nam khi có sự trở lại của cầu thủ nước ngoài sau 9 mùa giải tạm ngừng. Sự xuất hiện của 17 ngoại binh trong màu áo của 14 đội đã thực sự mang tới luồng gió mới, nâng cao chất lượng, tính cạnh tranh và sắc màu đa dạng cho giải. Bên cạnh đó, giải cũng có bước đột phá mới với việc lần đầu áp dụng công nghệ "mắt thần". Với hệ thống 21 máy đạt tiêu chuẩn quốc tế tại mỗi địa điểm tổ chức, công nghệ này đã hỗ trợ đắc lực cho việc điều hành của các trọng tài, góp phần quan trọng đảm bảo tính chính xác, sự công bằng, minh bạch của các trận đấu.[103]
- Hai trận chung kết giải đấu năm 2022 chứng kiến một sự ngẫu nhiên đó là các đội góp mặt tại chung kết chưa bao giờ đọ sức trong một trận đấu cuối cùng tranh HCV tại giải bóng chuyền cao nhất quốc gia. Xuyên suốt các mùa giải bóng chuyền vô địch quốc gia từ năm 2004 tới 2022, 2 CLB nam Tràng An Ninh Bình và Sanest Khánh Hòa chưa một lần gặp nhau tại chung kết mặc dù cả hai đội mạnh này đã lọt vào chung kết tổng cộng 10 lần.[104] Trận đấu hấp dẫn hơn khi là cuộc đối đầu của 2 cặp chủ công của đội tuyển quốc gia vừa thi đấu với nhau tại SEA Games 31 mới đây đó là Nguyễn Văn Quốc Duy, Quản Trọng Nghĩa (Tràng An Ninh Bình) và Dương Văn Tiên, Từ Thanh Thuận (Sanest Khánh Hòa). Trong khi đó, 2 CLB nữ Geleximco Thái Bình và HĐCG Hà Nội cũng có lần đầu tiên đối đầu trong 1 trận chung kết. Hai đội bóng có thêm một sự thú vị đó là các HLV trưởng Trần Văn Giáp (Geleximco Thái Bình) và Nguyễn Hữu Hà (HĐCG Hà Nội) từng là các cựu chủ công của đội tuyển bóng chuyền nam đã có thời gian thi đấu tạo được chuyên môn đáng kể và họ là những người con quê hương Thái Bình. Khán giả chờ đợi màn thể hiện của 2 ngoại binh Moma Bassoko (HĐCG Hà Nội) và Polina Rahimova (Geleximco Thái Bình) mang lại những pha đánh hay phục vụ khán giả. Đội bóng của HLV Trần Văn Giáp trở lại một trận chung kết của giải bóng chuyền VĐQG sau 14 năm, trong khi đoàn quân của HLV Nguyễn Hữu Hà có năm thứ 3 liên tiếp đi đến trận đấu cuối cùng.
- Có 1 đội bóng chuyền toàn thắng tất cả các trận đấu để trở thành nhà vô địch là Nam Tràng An Ninh Bình. Đội Nam Sanest Khánh Hòa cũng chỉ có 1 thất bại tại trận chung kết. Hai đội bóng toàn thua các trận đấu là Nam Bến Tre và Nữ Bamboo Airways Vĩnh Phúc. Trong khi Nữ Bộ Tư lệnh thông tin chỉ thất bại 1 trận duy nhất ở tứ kết và phải giành hạng 5 chung cuộc thì Nữ Geleximco Thái Bình đã thất bại 2 trận và xếp thứ 4 ở vòng bảng nhưng đã trở thành nhà vô địch. Khởi đầu đầy khó khăn khi là đội bóng yếu lại rơi vào bảng A tử thần và kết thúc ở vị trí thứ 4, đội bóng quê lúa sau đó càng chơi càng hay ở vòng Chung kết. Hành trình đến ngôi vô địch của Geleximco Thái Bình trải qua những đối thủ nặng ký hàng đầu là Bộ Tư lệnh Thông tin ở Tứ kết, VTV Bình Điền Long An ở Bán kết và cuối cùng là HĐCG Hà Nội ở trận Chung kết.[105]
- Từ những đội bóng không được đánh giá cao trước khi giải đấu khởi tranh, chỉ đặt mục tiêu trụ hạng, Hà Nội và VLXD Bình Dương đã tạo nên bất ngờ lớn nhất của giải đấu. Tại vòng bảng, 2 đội bóng này đã thi đấu ấn tượng để giành vé đi tiếp, với 3 trận thắng và 2 trận thua. Ở vòng tứ kết, khi Hà Nội đối đầu với TP. Hồ Chí Minh, còn VLXD Bình Dương gặp Thể Công đều đã thi đấu kiên cường để đưa trận đấu về hiệp 5 và giành chiến thắng để lọt vào Tốp 4.[106]